# Arboretum Norr
Arboretum Norr er et arboret (have med buske og træer) i hårdførhedszone 5 ved Baggbölestrømfaldene i Umeälven, omkring 8 km vest for Umeå centrum. Arboretet er anlagt på den älvbred som vender mod sydvest. Arboretum Norr dækker et overfladeareal på cirka 20 hektar, hvor over 1.600 planter ud af cirka 280 arter fra primært nordligt beliggende lande er blevet plantet siden 1981. Målet er blandt andet at undersøge hvilke arter der kan overleve på Umeås breddegrader, hvilket kan føre til et større udvalg af klimatilpassede buske og træer i det nordlige Skandinavien.
Arboretum Norr blev grundlagt i 1975 gennem et samarbejde mellem Umeå Universitet, Sveriges lantbruksuniversitet i Umeå og Umeå kommun. Arboretet drives formelt set af en stiftelse under Umeå kommun, og det får bidrag fra flere kommuner, virksomheder og andre institutioner med forbindelse til Norrland, og hører under Sveriges lantbruksuniversitets institution för norrländsk landbrugsvidenskab i Umeå.
Arboretum Norr ligger nedenfor Baggböle herrgård, og via hængebroen Notvarpsbron kan man komme over til Umeå Energicentrum i Klabböle på den anden side af Umeälven.